# Moraea umbellata
Moraea umbellata är en irisväxtart som beskrevs av Carl Peter Thunberg. Moraea umbellata ingår i släktet Moraea och familjen irisväxter. Inga underarter finns listade i Catalogue of Life.